# Boryslav
Boryslav (in ucraino Борислав?, in polacco Borysław) è una città ucraina (32 473 abitanti) nel distretto di Drohobyč, nell'oblast' di Leopoli. Ospita l'amministrazione della comunità territoriale di Boryslav, una delle comunità territoriali dell'Ucraina.
Fino al 18 luglio 2020 Boryslav costituiva una città di rilevanza regionale e apparteneva al Comune di Boryslav. Come parte della riforma amministrativa dell'Ucraina, che ridusse a sette il numero di distretti dell'oblast' di Leopoli la città fu integrata nel distretto di Drohobyč. 

## Storia

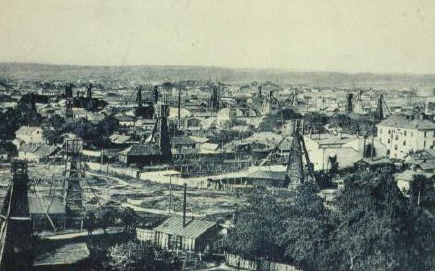
I pozzi petroliferi di Boryslav.

Il nome di Boryslav compare per la prima volta nella storia in un documento del 1387, all'interno del quale viene definita come dominio personale del re (regina) Edvige di Polonia. Dopo la prima spartizione della Polonia, Boryslav divenne austriaca. Negli anni cinquanta del XIX secolo vennero aperti i primi pozzi petroliferi, gestiti in buona parte dall'attivissima comunità ebraica locale. Nel 1909 i pozzi di Boryslav producevano 1.920.000 tonnellate di greggio, il 5% della produzione mondiale. Tra il 1870 ed il 1873 i pozzi passarono da 4.000 a 12.000. La nascita del settore petrolifero segnò un notevole sviluppo per la cittadina, che vide l'arrivo di 10.000 nuovi lavoratori, l'apertura di una scuola per l'escavazione di pozzi petroliferi e l'arrivo di una linea ferroviaria per Drohobyč. Dopo la fine della prima guerra mondiale e della guerra polacco-ucraina, Boryslav passò sotto l'amministrazione della neo-nata Polonia. In questo periodo la scuola petrolifera venne notevolmente ampliata, divenendo quasi una sorta di università del petrolio e mutando il nome in Stazione Geologica Carpatica. Data la sua importanza per l'economia polacca, Boryslav divenne capoluogo della Zagłębie Borysławskie (Zona Petrolifera di Boryslav), un distretto amministrativo autonomo. A seguito dell'invasione sovietica della Polonia, nel 1939 Boryslav entrò a far parte della Repubblica Socialista Sovietica Ucraina. A seguito dell'Operazione Barbarossa, Boryslav venne occupata dalle truppe tedesche ed inclusa nel Governatorato Generale. Si consumò quindi il tragico sterminio della numerosa comunità ebraica locale perpetrato dai nazisti, spesso coadiuvati dai membri dell'Esercito Insurrezionale Ucraino di Stepan Bandera. Dopo la fine del conflitto entrò definitivamente a far parte dell'Unione Sovietica.